# Liaoning Yuandong Football Club
Maillots

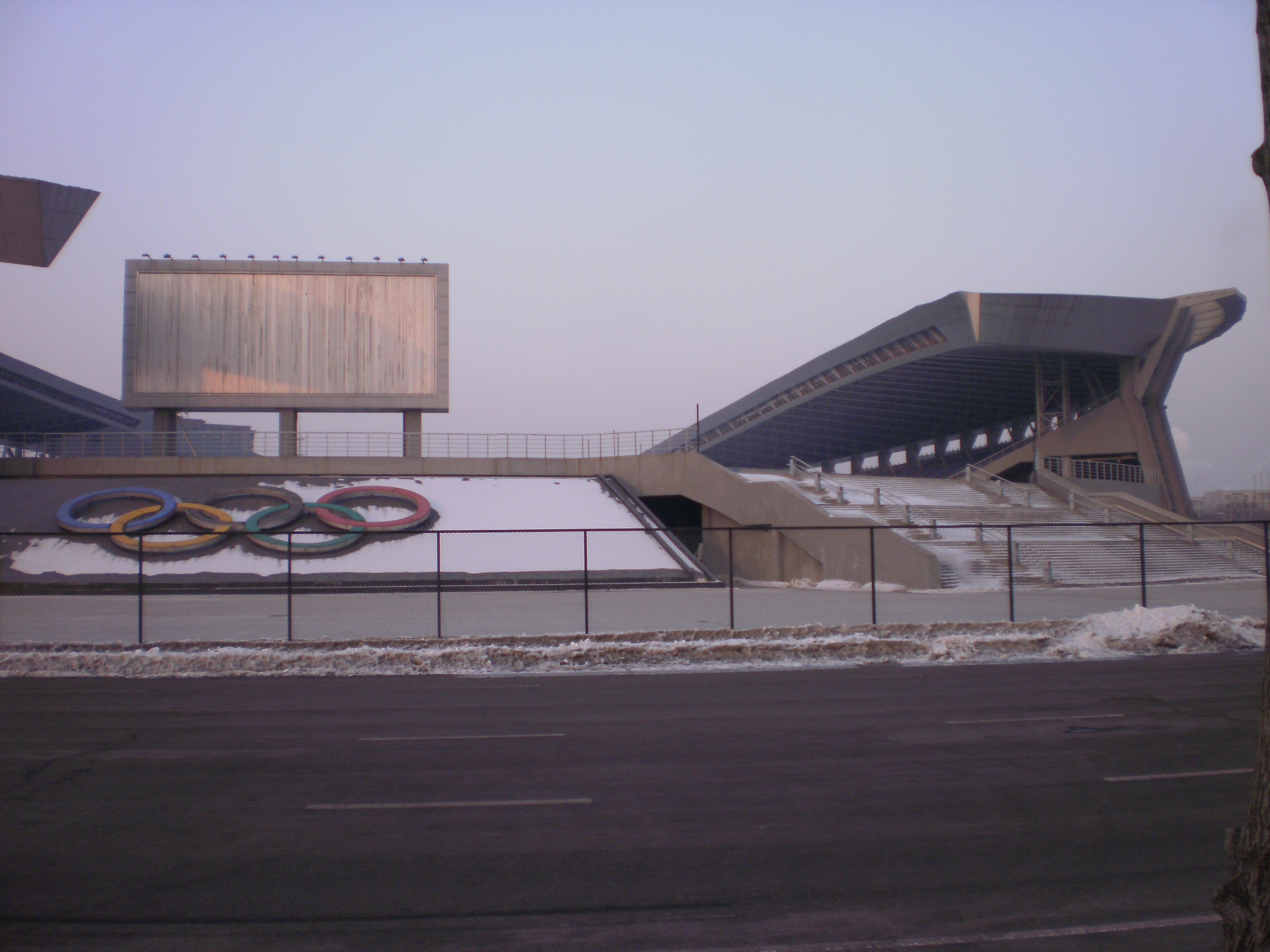
Le Shenyang Tiexi Stadium

Le Liaoning Whowin Football Club (en chinois : 辽宁宏运足球俱乐部), plus couramment abrégé en Liaoning Whowin, était un club chinois de football fondé en 1953 et basé dans la ville de Shenyang, dans la province du Liaoning. Relégué en China League one en 2017, il a ensuite été dissous le 12 mars 2020 en raison de salaires impayés.
Il a notamment gagné la Ligue des Champions de l'AFC et la Coupe Afro-Asiatique de la FIFA, en 1990, devenant ainsi le premier club chinois à réaliser cet exploit.

## Histoire
- 1953 : Fondation du club
- 1990 : le club remporte la Ligue des Champions de l'AFC
- 1993 : Huitième et dernier titre de champion de Chine
- 1995 : le club est renommé Liaoning
- 1996 : le club est renommé Liaoning Hangxing
- 1997 : le club est renommé Liaoning Shuangxing
- 1998 : le club est renommé Liaoning Tianlun
- 1999 : le club est renommé Liaoning Fushun
- 2000 : le club est renommé Liaoning Fushun Tegang
- 2002 : le club est renommé Liaoning Bird
- 2003 : le club est renommé Liaoning
- 2003 : le club est renommé Beijing Sanyaun
- 2003 : le club est renommé Liaoning Zhongshun
- 2004 : le club est renommé Liaoning Zhongyu
- 2005 : le club est renommé Liaoning FC
- 2008 : le club est renommé Liaoning Yuandong
- 2017 : Relégation en league one
- 2020 : Dissolution du club

## Bilan sportif

### Palmarès
| Compétitions nationales | Compétitions internationales | |
| --- | --- | --------------------------------------------------------------------------------------------------- |
| \| - Championnat de Chine (8) : - Champion : 1978, 1984, 1987, 1988, 1990, 1991, 1992 et 1993. - Vice-Champion : 1999. - Coupe de Chine (2) : - Vainqueur : 1984 et 1986. - Finaliste : 1998 et 2002. \| \| - Supercoupe de Chine (1) : - Vainqueur : 2000. - Championnat de Chine D2 : - Vice-Champion : 2008. \| | - Ligue des Champions de l'AFC (1) : - Champion : 1989-90. - Finaliste : 1990-91. - Coupe Afro-Asiatique de la FIFA (1) : - Vainqueur : 1990. | |
| - Championnat de Chine (8) : - Champion : 1978, 1984, 1987, 1988, 1990, 1991, 1992 et 1993. - Vice-Champion : 1999. - Coupe de Chine (2) : - Vainqueur : 1984 et 1986. - Finaliste : 1998 et 2002. | | - Supercoupe de Chine (1) : - Vainqueur : 2000. - Championnat de Chine D2 : - Vice-Champion : 2008. |

### Bilan saison par saison en1redivision
| Saison | D1  | Points     | Journée | Vic. | Nuls | Déf. | B.P. | B.C. | Diff. |
| ------ | --- | ---------- | ------- | ---- | ---- | ---- | ---- | ---- | ----- |
| 2008   | 15e | relegation | 30      | 6    | 9    | 15   | 34   | 47   | -13   |
| 2007   | 9e  | 35 pts     | 28      | 9    | 8    | 11   | 26   | 36   | -10   |
| 2006   | 13e | 26 pts     | 28      | 6    | 8    | 14   | 24   | 42   | -18   |

## Personnalités du club

### Présidents
- Cheng Penghui
- Wang Yi

### Entraîneurs[2]
| - Yang Yumin (1992 - 8 mai 1994) - Wang Hongli (9 mai 1994 - 21 mai 1995) - Li Shubin (juillet 1995 - 31 décembre 1995) - Su Yongshun (1er janvier 1996 - 23 juin 1996) - Yang Yumin (24 juin 1996 - 31 décembre 1995) - Gai Zengchen (1er janvier 1997 - 6 avril 1997) - Yang Yumin (7 avril 1997 - 31 août 1997) - Wang Hongli (novembre 1997 - 11 octobre 1998) - Zhang Yin (12 octobre 1998 - 24 avril 2000) - Yevgeni Skomorokhov (25 avril 2000 - 17 juillet 2000) - Wang Hongli (18 juillet 2000 - 31 décembre 2002) - Dimitar Penev (1er janvier 2003 - 5 avril 2003) | - Ma Lin (6 avril 2003 - 31 décembre 2004) - Wang Hongli (1er janvier 2005 - 2 juillet 2005) - Tang Yaodong (3 juillet 2005 - 30 décembre 2007) - Werner Lorant (1er janvier 2008 - 25 juin 2008) - Ma Lin (8 juillet 2008 - 26 novembre 2013) - Gao Sheng (27 novembre 2013 - 9 avril 2014) - Chen Yang (9 avril 2014 - 2 août 2015) - Ma Lin (2 août 2015 – 1er août 2017) - René Lobello (1er août 2017 – 29 septembre 2017) - Zhao Junzhe (29 septembre 2017 – 12 décembre 2017) - Chen Yang (12 décembre 2017 - 13 janvier 2019) - Zang Haili (13 février 2019 - ) |

### Joueurs

#### Anciens joueurs
- Li Tie
- Sun Shilin
- Yang Shanping
- Yang Xu
- Yang Yu
- Yu Hanchao
- Zhang Lu
- Zhao Junzhe
- Zheng Tao
- Kim Yoo-jin
- Christophe Galtier
- Fabrice Grange
- James Chamanga
- Assani Lukimya